# Michael Crummey
Michael Crummey (ur. 18 listopada 1965) – kanadyjski poeta i prozaik.

## Życiorys
Urodził się w Buchans na Nowej Fundlandii. Studiował na Memorial University w St. John’s oraz Queen’s University w Kingston. Po zakończeniu studiów w 1988 roku rozpoczął prace nad doktoratem, które później jednak zarzucił, aby poświęcić się karierze pisarskiej. W 2001 roku osiadł na stałe w St. John’s.

## Twórczość
Autor pięciu tomików poezji. W 1996 zdobył Writer's Alliance of Newfoundland and Labrador Book Award for Poetry. W 1999 nominowany do Milton Acorn People's Poetry Award.
Największy rozgłos przyniosła mu twórczość prozatorska. Jako powieściopisarz zadebiutował w 2001 roku książką River Thieves, opisującą stosunki panujące w początkach XIX wieku między rdzennymi mieszkańcami Nowej Fundlandii, Beothukami, a europejskimi osadnikami. Powieść stała się kanadyjskim bestsellerem i została nagrodzona Thomas Head Raddall Award, Winterset Award for Excellence in Newfoundland Writing oraz Atlantic Independent Booksellers' Choice Award. Doczekała się również nominacji do nagród Giller Prize, Commonwealth Writers' Prize oraz IMPAC Dublin Literary Award.
The Wreckage (polski tytuł to Pobojowisko) opublikowana w 2005 roku powieść opisująca losy pochodzącej z Nowej Fundlandii pary kochanków rozłączonych podczas drugiej wojny światowej, również przyniosła autorowi nominację do IMPAC Dublin Literary Award.
W roku 2009 autor wydał powieść Dostatek (tyt. oryg. Galore), w której opisał dzieje dwóch wyimaginowanych nowofundlandzkich osad rybackich, sięgając po stylistykę realizmu magicznego i czerpiąc obficie z podań ludowych oraz opracowań historycznych. Powieść została nagrodzona Commonwealth Writers' Prize dla regionu Karaibów i Kanady oraz Canadian Authors' Association Literary Award.

## Dzieła

### Poezja
- Arguments With Gravity (1996)
- Emergency Roadside Assistance (2001)
- Salvage (2002)
- Went With (2007)

### Opowiadania
- Flesh and Blood (1998, wydanie uzupełnione 2003)
- Twarde światło (Hard Light, 1998; wyd. polskie 2018, tłum. Michał Alenowicz)

### Powieści
- Rzeka złodziei (River Thieves, 2001; wyd. polskie 2016, tłum. Michał Alenowicz)
- Pobojowisko (The Wreckage, 2005; wyd. polskie 2014, tłum. Michał Alenowicz}
- Dostatek (Galore, 2009; wyd. polskie 2013, tłum. Michał Alenowicz)
- Sweetland (2014; wyd. polskie 2015, tłum. Michał Alenowicz)
- Bez winy (The innocents, 2019; wyd. polskie 2020, tłum. Michał Alenowicz)